# إي. ملفين بورتر
إي. ملفين بورتر (بالإنجليزية: E. Melvin Porter)‏ هو سياسي أمريكي، ولد في 22 مايو 1930 في أوكمولغي في الولايات المتحدة، وتوفي في 26 يوليو 2016 في أوكلاهوما سيتي في الولايات المتحدة. حزبياً، نشط في الحزب الديمقراطي. وقد انتخب عضو مجلس ولاية أوكلاهوما.